# Diecezja Sabina-Poggio Mirteto
Diecezja Sabina-Poggio Mirteto – diecezja Kościoła rzymskokatolickiego we Włoszech, a dokładniej w Lacjum (Poggio Mirteto). Jest jedną z diecezji suburbikarnych, co w praktyce oznacza, iż posiada równocześnie biskupa tytularnego z grona kardynałów-biskupów (od grudnia 2002 jest nim kard. Giovanni Battista Re, dziekan Kolegium Kardynalskiego) oraz normalnego biskupa diecezjalnego. 10 czerwca został nim mianowany bp Ernesto Mandara zastępując tym samym dotychczasowego biskupa diecezjalnego, bpa Lino Fumagalliego, który 27 lutego 2011 został przeniesiony przez papieża do diecezji Viterbo.
Diecezja została ustanowiona w V wieku jako diecezja Sabiny. W 1841 do jej nazwy została dopisana Farfa. W 1925 został do niej włączony obszar dotychczasowej diecezji Poggio Mirteto, co spowodowało zmianę nazwy na diecezję Sabiny i Poggio Mirteto oraz przeniesienie siedziby biskupa do tej ostatniej miejscowości. Dzisiejsza nazwa diecezji została ustalona w 1986 roku, kiedy to spójnik "i" został zastąpiony dywizem.